# آتنائوم (مجله بریتانیایی)

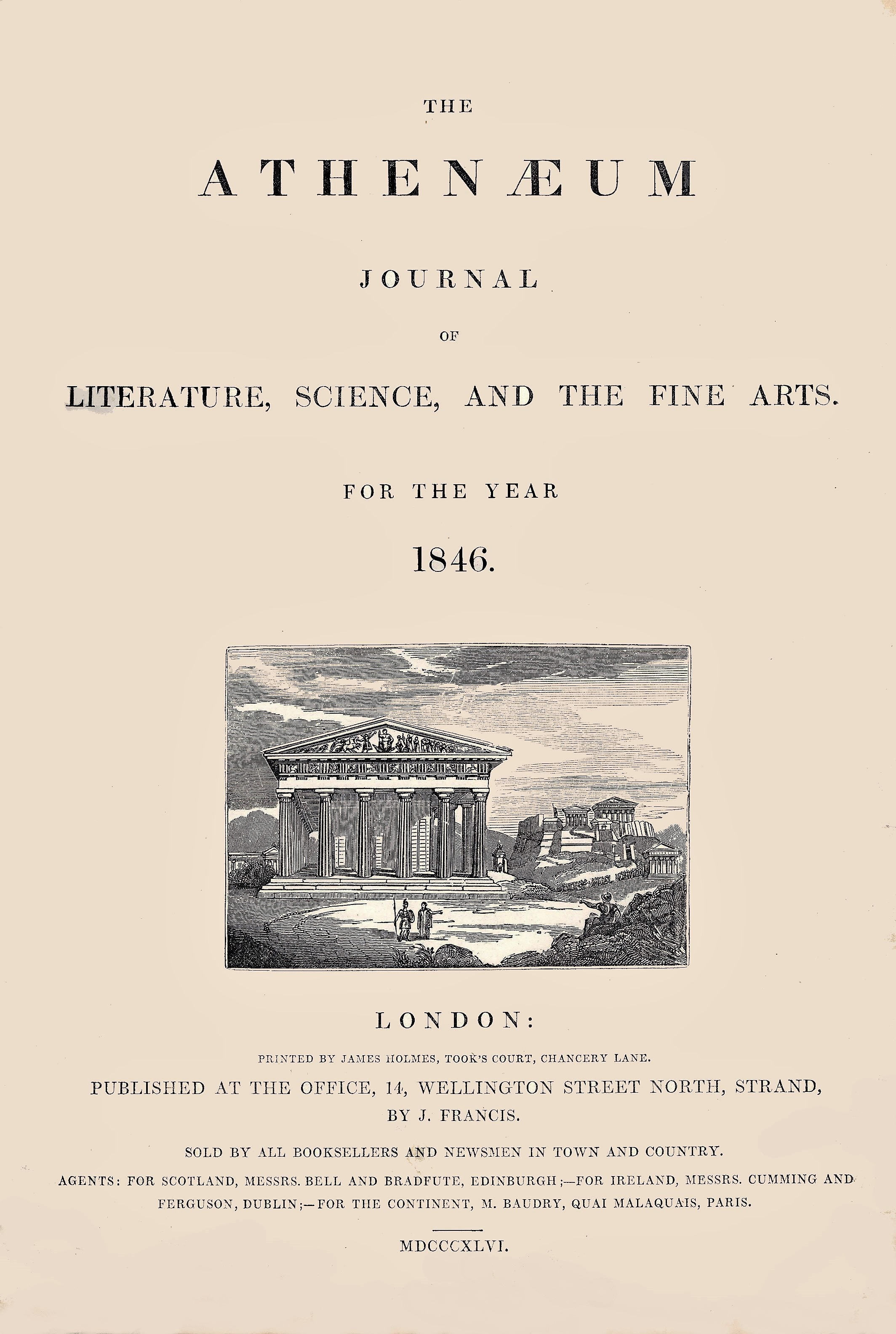
جلد مجله آتنائوم در سال ۱۸۴۶

آتنائوم (به انگلیسی: The Athenaeum)، نام یک مجله ادبی است که از سال ۱۸۲۸ تا سال۱۹۲۱ در لندن انگلستان منتشر می‌شد.

## تأسیس
در سال ۱۸۲۸ توسط جیمز سیلک باکینگهام تأسیس شد. وی چند هفته بعد آن را به فردریک موریس و جان استرلینگ فروخت، آن‌ها موفق به سودآور کردن آن نشدند. در ۱۸۲۹ چارلز منتورث دیلک سردبیر و مالک بخشی از آن شد، او تا حد زیادی تأثیرگذاری مجله را گسترش داد. در ۱۸۴۶ او از سردبیری مجله کناره‌گیری کرد و به دیلی‌نیوز لندن رفت. اما مقالات قابل توجهی در آتنائوم منتشر کرد. توماس کیبل هروی که شاعر و منتقد بود به جای دیلک سردبیر آتنائوم شد و از سال ۱۸۴۶ تا ۱۸۵۳ که به علت بیماری استعفا داد در آن جا خدمت می‌کرد.

## همکاران
جورج دارلی در سالهای اولیه کارشناس اعضاء مجله بود، و جرارد مَسی در طول سال‌های ۱۸۵۸ تا ۱۸۶۸ در مجله نقدهای ادبی زیادی بویژه در زمینه شعر نوشت. تئودور واتس دانتون به‌طور منظم به عنوان منتقد اصلی شعر از سال ۱۸۷۵ تا ۱۸۹۸ مشارکت می‌کرد. از سال ۱۸۰۶۰ تا ۱۹۰۱ فردریک جرج استفنس سردبیر هنری مجله بود. زمانی که به خاطر مخالفت غیرمعمول او با امپرسیونیسم جانشین راجر فرای شد، استفنس تا سال ۱۹۰۴ به مشارکت خود در زمینهٔ نقد کتاب و نوشتن آگهی‌های درگذشت ادامه داد. آرتور سایمونز در سال ۱۸۹۱ به جمع کارکنان مجله پیوست.
از سال ۱۸۷۱ تا ۱۹۰۰ نورمن مک‌کول سردبیر مجله بود. در طی قرن نوزدهم، لرد کلوین مشارکت‌هایی در مجله داشت. در اوایل قرن بیستم ماکسبیربوهم، ادموند بلاندن، تی. اس. الیوت، رابرت گریوز، توماس هاردی، آلدوس هاکسلی، جولیان هاکسلی، ادیت سیتول، کاترین منسفیلد و ویرجینیا وولف از جمله مشارکت‌کنندگان آن بودند.
جرالدین جوس‌بری از سال ۱۸۴۹ تا ۱۸۸۰ بیش از ۲۳۰۰ نقد در آن مجله نوشت. او از معدود زنانی بود که برای آتنائوم نقد می‌نوشت واز ۱۸۵۴ نقدهایش را به‌طور مرتب به مجله می‌فرستاد.او به رمان‌هایی که اخلاق شخصیت‌اش را نشان می‌داد و همین‌طور سرگرم‌کننده بود امتیاز بالایی می‌داد، ولی از موضوع زنان سقوط کرده که در ادبیات عصر ویکتوریا بسیار رایج بود انتقاد می‌کرد.در نیمه دوم دههٔ ۱۸۵۰ ویرایش بخش «رمان‌های جدید» به جوس‌بری واگذار شد.

## میراث
نامه‌ای از جِی. اس. کاتن که در ۱۹۰۵ در این مجله چاپ شده‌است، قطعاً اولین منبع شناخته شده در مورد مسابقه کریکت در هندوستان است.
در سال ۱۹۲۱، این مجله با کاهش تیراژ با رقیب جوانتر خود «نیشن» ادغام شده و نام آن «نیشن و آتنائوم» شد. دز سال ۱۹۳۱ این مجله جدید با نیو استیتسمن یکی شده و نام «نیواستیتسمن و نیشن» گرفت و به این ترتیب نام آتنائوم پس از ۹۷ سال حذف شد.

## برای مطالعهٔ بیشتر
- Demoor, Marysa, Their Fair Share: Women, Power, and Criticism in the Athenaeum, from Millicent Garratt Fawcett to Katharine Mansfield, 1870–1920. Aldershot: Ashgate, 2000. شابک ‎۹۷۸−۰−۷۵۴۶−۰۱۱۸−۰
- Graham, Walter James, 'The Athenaeum', "English Literary Periodicals". New York: T. Nelson, 1930, pp. 317–21.
- Hancock-Beaulieu, Micheline; Holland, Susan (1991). "Indexing The Athenaeum: aims and difficulties" (PDF). The Indexer. 17 (3): 167–172.
- Marchand, Leslie A. , "The Athenaeum: A Mirror of Victorian Culture". Chapel Hill: University of North Carolina Press, 1941.
- Sullivan, Alvin, ed. , 'The Athenaeum', "British Literary Magazines. Volume 3". Westport, Connecticut: Greenwood Press, 1983-, pp. 21–24.